# O'Riley's Mine
O'Riley's Mine è un videogioco pubblicato nel 1983 per Apple II, Atari 8-bit e Commodore 64 dalla Datasoft. È un gioco d'azione con protagonista il minatore irlandese matto Timothy O'Riley che deve raccogliere tesori sepolti.

## Modalità di gioco
L'area di gioco è il sottosuolo visto in sezione, dove O'Riley può scavare gallerie in orizzontale e verticale, nello stile di Dig Dug. L'area scavabile è ampia circa come due schermate ed è mostrata con scorrimento orizzontale nei due sensi. 
L'obiettivo è estrarre dal sottosuolo carbone, petrolio, oro, uranio e pietre preziose, tutti sotto forma di simboli da raccogliere. Per completare un livello si devono raccogliere tutti e quindi tornare all'ingresso della miniera in superficie. Ci sono 9 livelli a difficoltà crescente, selezionabili a inizio partita.
All'inizio di ogni livello c'è una sola galleria verticale già scavata, dall'ingresso della miniera fino a un punto sul fondo dello schermo, da dove l'acqua si infiltra continuamente. L'acqua avanza costantemente riempiendo le gallerie, ma sempre prima in orizzontale o verso il basso, e solo quando ha riempito tutto lo spazio alle profondità inferiori inizia a salire verso l'alto. Perciò O'Riley può ritardarne la risalita scavando strategicamente delle gallerie laterali prima che l'acqua risalga fino a chiudere l'unica via d'uscita dalla miniera.
Alcuni mostri di fiume corrono per le gallerie, anche quelle già inondate. Il contatto con un mostro o con l'acqua causa la perdita immediata di una vita.
O'Riley ha una riserva limitata di candelotti di dinamite, che se piazzati scoppiano dopo un breve lasso di tempo e possono uccidere i mostri. I detriti lasciati dall'esplosione inoltre bloccano il passaggio ai mostri, ma l'acqua li spazza via. Risparmiare la dinamite fa guadagnare più punti (misurati in dollari) alla fine del livello.